# Morte accertata
Morte accertata (Confirmed Dead) è il secondo episodio della quarta stagione della serie televisiva drammatica Lost del network statunitense ABC e il 74º episodio complessivo. È stato trasmesso per la prima volta il 7 febbraio 2008, su ABC negli Stati Uniti e su CTV in Canada.
L'episodio vede le prime apparizioni dei personaggi principali Miles Straume e Charlotte Lewis e del personaggio secondario Frank Lapidus. Ken Leung interpreta Miles Straume, Rebecca Mader interpreta Charlotte Lewis e Jeff Fahey interpreta Frank Lapidus. Gli attori hanno ricevuto copioni di scene fittizie durante le audizioni per limitare la fuga di notizie o eventuali spoiler. Mader e Fahey erano diversi rispetto alle visioni degli scrittori su Charlotte e Frank, così cambiarono i personaggi per adattarli a loro. Anche il ruolo di Miles è stato cambiato per Leung. L'episodio è stato scritto dal co-produttore esecutivo Drew Goddard e dal co-produttore Brian K. Vaughan e diretto dal co-produttore esecutivo Stephen Williams.
L'episodio inizia il 21 dicembre 2004, o 91 giorni dopo l'atterraggio di emergenza dei personaggi originari compiuto dal volo 815 dell'Oceanic Airlines su un'isola tropicale. Durante lo svolgimento, i flashback introducono gli ultimi arrivi sull'isola – quattro persone provenienti da un mercantile offshore sbarcato sull'isola. Il focus principale è su John Locke (Terry O'Quinn) che guida il suo gruppo alla Caserma. Comincia a scoprire perché Ben Linus (Michael Emerson) è terrorizzato dai nuovi arrivati. "Morte accertata" è stato visto da 17 milioni di americani e ha ricevuto una critica sostanzialmente positiva e i recensori hanno elogiato l'innesto dei nuovi personaggi.

## Trama
I cinque flashback dell'episodio si concentrano sulle reazioni e sugli avvenimenti dell'equipaggio del mercantile che entrò in contatto con i sopravvissuti dell'Oceanic 815; Daniel Faraday (Jeremy Davies) viene mostrato in lacrime mentre guarda un telegiornale che conferma la morte di tutti i passeggeri dell'Oceanic 815. Il suo guardiano chiede perché sta piangendo, e risponde che non lo sa. Miles Straume (Ken Leung) è un medium assunto da una donna anziana per scacciare il fantasma di suo nipote da casa sua.
Dopo aver conversato con lo spirito, Miles trova un deposito segreto di denaro e droga. Charlotte Lewis (Rebecca Mader) è un'antropologa che rinviene uno scheletro di un orso polare con un collare dell'Progetto DHARMA sepolto nel deserto tunisino. Frank Lapidus (Jeff Fahey) è un alcolizzato che inizialmente doveva pilotare il volo 815. Telefona alla hotline oceanica mentre guarda il telegiornale e afferma che il filmato sul relitto dell'aereo trasmesso in televisione non è autentico, mentre Naomi Dorrit (Marsha Thomason) appare in un flashback postumo, criticando il suo datore di lavoro Matthew Abaddon (Lance Reddick) per aver riposto fiducia nei suoi colleghi.
Dopo essersi lanciato da un elicottero in avaria sull'isola, Daniel usa il telefono di Naomi per contattare George Minkowski (Fisher Stevens) sulla nave da cui proveniva. La mattina seguente, il 22 dicembre 2004, due dei sopravvissuti del volo 815 – Jack Shephard (Matthew Fox) e Kate Austen (Evangeline Lilly) – aiutano Daniel a trovare i suoi colleghi, mentre il gruppo ostile guidato da Locke tenta di fare lo stesso. Jack e Kate trovano Miles, che chiede di vedere il corpo di Naomi, e chiede a Kate le ragioni per cui Naomi fosse stata uccisa mentre dettava un codice al telefono prima di morire. Kate confessa quindi che Naomi è stato uccisa da John Locke. Il gruppo di Locke trova Charlotte, prende in ostaggio il suo prigioniero e si sbarazza del dispositivo di localizzazione. Il terzo collega di Daniel, il pilota di elicotteri Frank, spara un segnalatore in cielo, attirando il gruppo di Jack verso di lui. Frank dice al gruppo di Jack che è riuscito a far atterrare l'elicottero intatto.
Dopo aver scoperto che Juliet Burke (Elizabeth Mitchell) è una degli Altri, Miles le chiede se sapesse dove si trovasse Ben (Michael Emerson), poiché individuarlo è l'obiettivo principale dell'equipaggio del cargo. Nel gruppo di Locke, molte persone si insospettiscono per la rivelazione di Locke secondo cui stia seguendo le istruzioni di Walt Lloyd (Malcolm David Kelley), che aveva lasciato l'isola un mese prima e si chiedono anche perché Ben sia tenuto in vita. Locke lo minaccia con una pistola, e Ben inizia a rivelare informazioni sull'equipaggio Kahana, in particolare sull'identità di Charlotte e sul fatto che abbia una spia a bordo della nave.

## Produzione

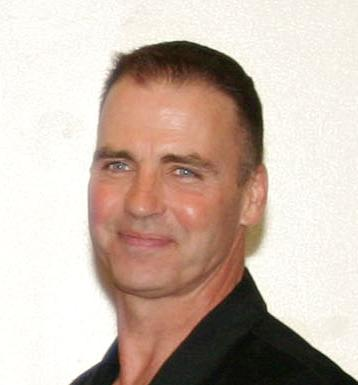
Fahey senza barba nel 2004

Durante il casting della "gente del cargo" – il soprannome che i produttori esecutivi / scrittori / shorunners di Lost, Damon Lindelof e Carlton Cuse utilizzavano per fare riferimento a Daniel, Charlotte, Miles e Frank – furono temporaneamente assegnati nomi, occupazioni e scene falsi, per limitare la possibilità di spoiler. Dopo aver visto la guest star Ken Leung in The Sopranos di HBO nell'aprile 2007, Lindelof e Cuse hanno scritto il ruolo di Miles appositamente per lui, anche se inizialmente si diceva che Leung avrebbe recitato la parte del "brillante matematico" "Russell". Il nome Miles Straume fu scelto semplicemente perché gli autori-produttori pensavano "sarebbe bello se il suo nome suonasse come "vortice". Se non avesse preso la parte, Lindelof e Cuse affermano che l'idea di Miles sarebbe stato scartata e che invece sarebbe stato inserito nella storia un personaggio nuovo e molto diverso. Leung, originariamente restio all'idea di apparire come guest star ricorrente, si mormorava dicesse "Miles non sa come essere social, il che è fantastico, perché non saprei come esserlo". Il costumista Roland Sanchez voleva basare uno degli costumi della gente del cargo dopo averlo visto su Keith Richards che lui ammirava, in un'immagine precisa in cui indossava un giubbotto senza maniche. Sanchez credeva che Miles si adattasse ad un look stravagante e che questo vestito potesse aiutare Leung a sviluppare il personaggio di Miles, così comprò una giacca Armani Exchange, tagliò le maniche e aggiunse un cappuccio. Al co-produttore esecutivo / sceneggiatore Edward Kitsis frullava in testa il nome "Lapidus" per anni, e alla fine chiamò un personaggio invisibile nel quattordicesimo episodio della terza stagione Rick Lapidus. Insoddisfatto, Kitsis sviluppò il personaggio "Frank Lapidus, come pilota di elicotteri". Secondo gli showrunners, la guest star ricorrente Jeff Fahey "è stata la prima e l'unica scelta per il ruolo". Hanno anche elogiato l'"intensità dei suoi occhi" e dichiarato "ha proprio la giusta sensibilità" per la parte. Frank non era stato pensato con la barba, tuttavia, gli autori-produttori hanno permesso a Fahey di tenerla per il ruolo. Gli autori-produttori hanno affermato che Frank "non prende mai nulla per scontato [ed è] un vero fanatico delle cospirazioni [che] ha probabilmente guardato ogni episodio di X-Files, [e che per questo] verrà ripagato".
La scena dell'audizione di Rebecca Mader è stata un falso flashback ed è rimasta delusa dal fatto che non sia stata utilizzata per la serie. Il nome del personaggio è stato spifferato mesi prima della trasmissione. Charlotte è stata originariamente concepita come americana; tuttavia, gli scrittori preferirono il naturale accento inglese di Mader al suo falso accento americano e cambiarono Charlotte di conseguenza. I produttori e scrittori di Lost hanno paragonato Mader a "una giovane Nicole Kidman ". Durante il periodo di casting, Charlotte fu descritta come "accademica di successo". Si diceva erroneamente che a Kristen Bell fosse stato offerto il ruolo di Charlotte; Bell aveva effettivamente parlato con i produttori per avere una parte; tuttavia, non le fu offerto alcun ruolo. Nonostante non abbia mai visto Lost, Mader decise che "non avrebbe lasciato la stanza [dell'audizione] fino a quando [Lindelof e Cuse] non si fossero innamorati [di lei]". Mader successivamente iniziò a guardare le prime tre stagioni di Lost e mentre stava guardando il quarto episodio ricevette la notizia di essere stata scelta per il ruolo. Nelle successive due o tre settimane, Mader – che aveva firmato poi come guest star ricorrente – guardò il resto delle prime tre stagioni, finendo di guardare il finale della terza stagione poche ore prima che iniziasse a girare la sua prima scena di "Morte accertata", in cui Charlotte incontra Locke e il suo gruppo. Mader non ha parlato molto del suo personaggio con i produttori-sceneggiatori, tranne per il fatto che "fosse un po' come una Indiana Jones al femminile". Mader ha trovato stimolante ma divertente interpretare un personaggio con un passato e motivazioni sconosciuti. Il nome completo di Charlotte è Charlotte Staples Lewis, che è un omaggio all'autore C.S. Lewis, noto soprattutto per Le cronache di Narnia e vari libri sul cristianesimo. Lewis era uno degli autori preferiti di Mader da bambina e lo trovò "malvagio" e "accattivante" perché il suo personaggio fosse ispirato a lui. Mader ha anche apprezzato il fatto che richiedeva solo una piccola quantità di capelli e trucco, dicendo "lo volevo proprio rude. Volevo rotolarmi nel fango con una pistola." Mader afferma di non essersi mai "divertita così tanto nella sua vita" come quando sparava durante Lost. Nell'episodio, si dice che il compleanno di Charlotte sia il 2 luglio 1979. Ciò portò a un piccolo errore di continuità nell'episodio della quinta stagione "LaFleur ", quando Charlotte è raffigurata bambina nel 1974. I produttori esecutivi Cuse e Lindelof hanno affermato in un podcast che nella sceneggiatura originale di "Morte accertata" il compleanno di Charlotte avrebbe dovuto essere nel 1970 e che Mader lo volle cambiare perché non voleva che la gente pensasse che fosse significativamente più vecchia di quanto non fosse nella realtà. Ciò scatenò una controversia quando Mader ha dichiarato in seguito sul suo blog che fu Gregg Nations, il coordinatore della sceneggiatura, a suggerire il cambiamento. In seguito Cuse e Lindelof ammisero che Mader avesse ragione.
La maggior parte o quasi tutto l'episodio è stato girato dall'11 al 23 settembre 2007 e le riprese si sono sovrapposte all'episodio seguente. La scena del deserto tunisino è stata girata in una zona a Oahu, nelle Hawaii, come il resto dell'episodio, in una cava di pietra con fan di operai che soffiavano sabbia finta. Un tipico episodio di Lost contiene cinquanta scene con effetti visivi. Tra le scene create interamente o frammentate con effetti ci sono la scena di apertura di "Morte accertata", che mostra quello che dovrebbe essere il relitto dell'815 sott'acqua e la scena dalla prospettiva di Daniel mentre si paracaduta dall'elicottero al suolo. Nel flashback Frank, lascia cadere un aereo giocattolo, che si gira vertiginosamente cadendo in un piccolo acquario. Per questa scena non era previsti effetti; tuttavia, "era impossibile far girare un aereo giocattolo a spirale nel modo desiderato", secondo il supervisore Mitch Suskin. Venne filmato una cisterna piena d'acqua e rocce sul fondo e l'aereo venne aggiunto in fase di montaggio. Suskin ha affermato che la creazione di effetti per "Morte accertata" "è stata un po' troppo lenta" perché l'episodio è andato in onda oltre quattro mesi dopo l'inizio della post-produzione.
Nell'autunno del 2007, gli scrittori di Lost presentarono ai dirigenti della ABC la storia di una nave di salvataggio chiamata Christiane I alla ricerca della Black Rock, tra le altre cose, nella fossa di Giava si sarebbe dovuta imbattere in quello che doveva essere il relitto dell'815. ABC ha assunto la società australiana Hoodlum per progettare un gioco di realtà alternativa (ARG) virale per 3 milioni di dollari dal titolo Find 815. Find 815 si è svolto dal 28 dicembre 2007 al 31 gennaio 2008, a partire da un comunicato stampa emesso dalla ABC Medianet in cui si annunciava il ritorno fittizio del ritorno commerciale della Oceanic Airlines. L'ARG – apparentemente il più grande di sempre – seguiva le orme di Sam Thomas, un tecnico oceanico che aveva perso la sua ragazza nell'incidente, mentre riceveva e-mail criptiche dal Maxwell Group (una divisione delle Widmore Industries, ma inesistente in Lost), si unva all'equipaggio della Christiane I e scopriva infine l'815. Poiché Find 815 è stato prodotto separatamente dallo show e senza gli autori, contraddice gli eventi della serie TV. In "Morte accertata", l'815 viene trovato da un uomo non presente nel gioco di nome Ron; Thomas non viene menzionato. Lindelof e Cuse hanno abbandonato l'idea del gioco perché non era canonico (non conteneva informazioni autentiche in corrispondenza con l'universo immaginario) ed era in gran parte solo un contenuto bonus per i fan nell'intervallo tra le stagioni.

## Recensioni e seguito
"Morte accertata" è stato seguito live o registrato e guardato entro sei ore dalla trasmissione da 15.292 milioni di telespettatori americani, settimo nel grafico settimanale della classifica di Lost. È stato seguito da un totale di 16.963 milioni di spettatori, inclusi quelli che lo hanno guardato entro sette giorni dalla messa in onda; questa cifra si è avvicinata alla media di stagione a fine anno. L'episodio ha ricevuto un 6,5 su 16 nei dati demografici che riguardano gli adulti tra i 18 e i 49 anni. In Canada, si è classificato al sesto posto settimanale con 1.702 milioni di spettatori. Nel Regno Unito, Lost è stato visto da 1.2 milioni di spettatori – un pubblico più vasto rispetto a quello della première di stagione. In Australia, "Morte accertata" ha attirato 853.000 spettatori, classificandosi settantunesimo settimanale. Il 28 gennaio 2008 sono stati inviati alla critica americana DVD di anteprime di "L'inizio della fine" e "Morte accertata" con le istruzioni per non rivelare i punti principali della trama ai recensori. Tra i giornalisti che hanno dato recensioni vaghe e positive c'erano Mary McNamara del Los Angeles Times, Adam Buckman del New York Post, Maureen Ryan del Chicago Tribune, Diane Werts of Newsday e Tim Goodman del San Francisco Chronicle. Secondo Oscar Dahl di BuddyTV, "Morte accertata è stato accolto con amore quasi universale dagli appassionati di Lost" e secondo Jon Lachonis di UGO, i nuovi personaggi sono stati apprezzati dal popolo televisivo.
Alan Sepinwall del The Star-Ledger ha scritto "dopo una travolgente sequenza di pre-ringraziamenti... questa maledetta serie si è data una mossa e sono successe un bel po' di cose. Abbiamo incontrato i nostri soliti nuovi quattro, dato una strizzata con utili flashback (su di loro) e persino scoperto il vero motivo per cui sono sull'isola... Il rovescio della medaglia di tutta questa faccenda è che "Morte accertata" non aveva la stessa risonanza emotiva di "(L')Inizio della fine"... ma chiaramente non puoi avere tutto in tutti gli episodi." James Poniewozik di Time scrive "Quello che ha stupito (lui) di questo episodio è stata la parsimonia e la precisione con la quale ha illustrato... l'equipaggio dell'elicottero abbattuto (dal cargo). Ognuno di loro ha avuto un solo flashback e poco tempo sull'isola, eppure alla fine dell'episodio, ho sentito di aver afferrato perfettamente come fossero i personaggi individualmente." Jeff Jensen di Entertainment Weekly pensava che "Morte accertata fosse assolutamente vitale con nuovi personaggi affascinanti, nuovi intrighi e un nuovo entusiasmante foraggio teorico"; nonostante ciò, gli giunsero lamentele da altre persone del settore che ricevettero le anteprime e che ritenevano che l'episodio fosse deludente. Hanno considerato che la scena in cui l'815 è stato ritrovato, sconvolgesse la formula del flashback perché Daniel la vive solo guardandola in televisione, l'atterraggio sicuro dell'elicottero di Frank sembra essere un mistero, il flashback di Naomi sfuggiva alle regole di Lost perché lei è morta e la manipolazione di Ben attuata da Locke dava la sensazione che avessero abusato della trama. Kristin Dos Santos di E! ha esclamato "accidenti!" alla visione della scena in cui l'815 viene rinvenuto nella fossa della Sunda. Ha anche pensato "Juliet e Kate che sogghignavano quando Jack fa l'occhiolino fosse divertente" ed è stato "fantastico rivederlo (il pilota)". Nikki Stafford del Wizard ha sottolineato "osservare l'atterraggio di Dan dal suo punto di vista. Riesci a sentire il panico che prova mentre è in aria e sta precipitando, guarda il suo paracadute, guarda in basso e si accorge che sta per colpire gli alberi... è stato impressionante." Chris Carabott di IGN ha assegnato un 8 su 10 a Morte accertata, scrivendo "non è per nessun motivo un episodio deludente ma soffre sicuramente il fatto di essere un episodio di assestamento per via di questi nuovi quattro personaggi" e lodando i nuovi attori continua "Leung fa un lavoro lodevole nel far conoscere l'arrogante marchio di fiducia di Miles mentre Davies presenta bene i manierismi imbarazzanti di Faraday. Il Lapidus di Fahey ha un'eccezionale presenza sullo schermo che mette in ombra i membri del cast fino allo stremo." Erin Martell di AOL's TV Squad ha affermato "Guardare Morte accertata è stato come guardare l'episodio dei miei sogni di Lost (perché) la gente ha posto domande dirette per una volta... (e) questo episodio era tutto incentrato sui membri del cargo." Il giorno dopo la messa in onda, Dahl di BuddyTV ha affermato "(il pubblico è) dentro un viaggio epico, che è stato uno dei più divertenti e avvincenti di qualunque altra serie TV". Al contrario, Michael Ausiello di TV Guide ha detto "è stato trentuno gradazioni di stupore... (tuttavia) gli aspetti negativi hanno superato gli aspetti positivi". Ha avuto problemi dovuti alla mancanza di dolore da parte di Claire per la morte di Charlie Pace (Dominic Monaghan) e a Jack che ci ha messo troppo tempo per capire l'obiettivo principale della gente del cargo. Ben Rawson-Jones di Digital Spy ha dato tre stelle su cinque a "Morte accertata", definendolo "così così", ma commentando "le nuove rivelazioni nell'episodio sono abbastanza sorprendenti e forniscono una momentanea distrazione dalle frustrazioni".